# КА Дефенса и Хустисия
Обществен и спортен клуб „Депортиво Дефенса и Хустисия“ (на испански: Club Social y Deportivo Defensa y Justicia и на испански: Defensa y Justicia), по-известен като „Дефенса и Хустисия“, е аржентински спортен клуб известен с футболния си тим, създаден през 1901 г. Помещава се в град Флоренсо Варела регион Голям Буенос Айрес и играе на стадион „Норберто Томагельо“ във Флоренсио Варела с капацитет 12 000 зрители. Прозвището на отбора е Los Milionarios („Милионерите“). Понастоящем играе 2020/21 в Примиера дивисион на Аржентина.
На 21.01.2021 година е и неговия историческия първи успех. В Кордоба на стадион „Диего Марадона“ футболистите на Ернан Креспо вдигат купата във втория по сила турнир в Южна Америка Копа Судамерикана, след като побеждава на финала друг аржентински клуб „Ланус“ с 3:0.
На полуфинала побеждават чилийския „Кокимбо Унидо“ с 0:0 и 4:2.

## История
Клубът е основан на 20 март 1935 година от група приятели, желаещи да създадат местен футболен клуб. И до днес не е известно защо е наречен „Дефенса и Хустисия“. В превод от испанки език „Защита и Справедливост“. Под ръководството на президента на клуба Норберто Томагельо отборът става член на футболната асоциация на Аржентина. Построен е собствен стадион, а на мача при откриванет през декември 1977 година „Дефенса и Хустисия“ играе с резервите на „Боки Хуниорс“.
Первоначалните цветове са били сини с бели кантове, впоследствие заменени на жълти с зелени детайли. Причината затова е била разцветката на автобусната компания „El Halcón“, която владее тогавашния президент „Дефенса и Хустисия“. Автобусите на тази компания се използвали за извозването на запаляковците при гостуванията на отбора.
Въпреки че клубът е основан още през 1935 година, „Дефенса и Хустисия“ не играе на официално равнище до 1978 година, когато дебютира в Примера D. През 1982 годинаотборът влиза в Примера C, а 3 години по-късно — в Примера B. В Примере B „Дефенса и Хустисия“ играе само един сезон. През 1986 година тя се оказва в новообразуваната Примера B Насионал, втора в аржентинската система лига. От сезон 1997/98 до 2013/14 отборът играе без да се качва или да изпада, когато му се удава да заеме 2-ро място и за първи път в историята си добива право да играе в Примера.

## Мото на клуба
Дай ми едно песо, а аз ще похарча половин...
Това завещание е написано на стена в клубния офис през 1992 година.

## Успехи
- Примиера дивисион:
  -  Вицешампион (1): 2018/19
- Копа Судамерикана:
  -  Носител (1): 2020

## Легендарни футболисти
- Масимиляно Калсада
- Лисандро Магалян
- Пабло Сантиля
- Ернан Фредес